# Kristina Česnavičiūtė
Kristina Česnavičiūtė (Kaunas, 18 settembre 1983) è un'ex cestista lituana.
È alta 203 cm e calza il 45 di scarpe.

## Carriera
Ha disputato per quattro anni la NCAA Division I con la Virginia Commonwealth University e ha in seguito giocato nei campionati francese, italiano, spagnolo e svedese.
Nel febbraio 2008 passa al Tenerife Aguere e diventa la giocatrice più alta del campionato spagnolo.
Il 24 novembre 2008 l'Acer Priolo la cede al Colomiers, perché non rientra più nei piani societari
Nel 2011-12 torna in Italia per giocare in Serie A2 con la Meccanica Nova Bologna.

## Statistiche

### Presenze e punti nei club
Statistiche aggiornate al 10 luglio 2011
| Stagione        | Squadra         | Competizione | Partite | Partite | Partite | Statistiche tiro | Statistiche tiro | Statistiche tiro | Altre statistiche | Altre statistiche | Altre statistiche | Altre statistiche | Altre statistiche |
| Stagione        | Squadra         | Competizione | Pres.   | Titol.  | Minuti  | Tiri da 2        | Tiri da 3        | Liberi           | Rimb.             | Assist            | Rubate            | Stopp.            | Punti             |
| --------------- | --------------- | ------------ | ------- | ------- | ------- | ---------------- | ---------------- | ---------------- | ----------------- | ----------------- | ----------------- | ----------------- | ----------------- |
| 2006-2007       | Tarbes GB       | LFB          |         |         |         |                  |                  |                  |                   |                   |                   |                   |                   |
| '07-feb. '08    | Acer Priolo     | Serie A1     | 3       | 0       | 25      | 3/6              | 0                | 0                | 4                 | 0                 | 0                 | 0                 | 6                 |
| '08-nov. '08    | Acer Erg Priolo | Serie A1     | 2       | 0       | 9       | 0                | 0                | 0                | 2                 | 0                 | 0                 | 0                 | 0                 |
| nov. '08-'09    | US Colomiers    | Nat1         |         |         |         |                  |                  |                  |                   |                   |                   |                   |                   |
| Totale carriera |                 |              |         |         |         |                  |                  |                  |                   |                   |                   |                   |                   |